# Valse minute
La Valse en ré bémol majeur de Chopin, op. 64 no 1, connue sous le surnom de « Valse minute », est une valse pour piano seul composée par Frédéric Chopin.
Écrite et publiée vers 1846-1847, elle est le premier numéro de l'opus 64 (qui est constitué de trois valses) et est dédiée « à Madame la Comtesse Delphine Potocka ».

## Interprétation
Le tempo indiqué est molto vivace, mais généralement sans indication chiffrée.
En dépit de son surnom, une exécution « normale » de l'œuvre dure d'une minute et demie à deux minutes (typiquement, 1 min 40 à 1 min 45), voire deux minutes trois quarts pour une interprétation lente comme celle de Claudio Arrau. Le surnom vient simplement de Breitkopf & Härtel, un des éditeurs de Chopin, qui trouvait l'œuvre courte, minuscule, c'est-à-dire comparable à une miniature, ce qui serait loin de signifier que cette composition musicale devrait être jouée en une minute. Il est d'ailleurs physiquement presque impossible de jouer cette valse en entier, avec reprises, et correctement en une minute.[réf. nécessaire]
Camille Bourniquel, un des biographes de Chopin rappelle que le compositeur cherchait avec cette valse à décrire un chien pourchassant sa queue. Chopin, d'ailleurs, n'a jamais donné d'autre nom à cette valse que celui de « Valse du petit chien ».

## Dans la culture
L'œuvre est notamment l'indicatif de l'émission radiophonique de la BBC Just a Minute.